# ブロードウェイ (映画)
『ブロードウェイ』(Babes on Broadway) は、1941年のアメリカ合衆国のミュージカル映画。

## 概要
バスビー・バークレーが監督し、ヴィンセント・ミネリがガーランドのソロ曲のシーンを監督した。ミッキー・ルーニー、ジュディ・ガーランドが主演し、フェイ・ベインター、ヴァージニア・ウェイドラーが助演した。
『青春一座』(1939年)、『ストライク・アップ・ザ・バンド』(1940年)に続き、劇中劇の様式で子供たちがショーを行なう様子を描く「バックヤード・ミュージカル」シリーズ3作目となった。
バートン・レーン 作曲、エドガー・イップ・ハーバーグ作詞の「Babes on Broadway」、レーン作曲、プロデューサーのアーサー・フリードの兄弟ラルフ・フリード作詞の「How About You?」などの楽曲が使用された。最後は主要キャストのブラックフェイスによるミンストレル・ショーで終わる。
日本では、1946（昭和21）年5月にセントラル映画社の配給により公開された。

## キャスト
- トミー・ウィリアムズ：ミッキー・ルーニー
- ペニー・モリス：ジュディ・ガーランド
- ミス・ジョーンズ(ジョンジー)：フェイ・ベインター
- バーバラ・ジョセフィン・コンウェイ(ジョー)：ヴァージニア・ウェイドラー
- レイ・ランバート：レイ・マクドナルド
- モートン・ハモンド(ハミー)：リチャード・クワイン
- ストーン氏：ドナルド・ミーク
- 本人：アレクサンダー・ウールコット
- ニック：ルイス・アルバーニ
- ソーントン・リード：ジェイムス・グリーソン
- ウィリアムズ夫人：エマ・ダン
- モリス氏：フレデリック・バートン
- モリアリティ警視正：クリフ・クラーク
- アナウンサー：ウィリアム・ポスト・ジュニア
- ジョンジーの事務員：ドナ・リード(クレジット無し)
- ショーティ：ウィル・リー
- マキシン(オーディション参加者)：マーガレット・オブライエン (クレジット無し)

## 制作
本作『ブロードウェイ』は『青春一座』(1939年)、『ストライク・アップ・ザ・バンド』(1940年)、『ガール・クレイジー』(1943年)からなる「バックヤード・ミュージカル」シリーズの3作目である。
ガーランドが19歳の頃、本作制作中に最初の夫となるデヴィッド・ローズと結婚するため秘密裏にラスベガスに行き、撮影が遅れた。

## ミュージカル・シーン
- Babes on Broadway (タイトル曲) (MGMスタジオ・コーラス)
- Anything Can Happen in New York (ミッキー・ルーニー、レイ・マクドナルド、リチャード・クワイン)
- How About You? (ジュディ・ガーランド、ミッキー・ルーニー)
- Hoe Down (ジュディ・ガーランド、ミッキー・ルーニー、シックス・ヒッツ&ア・ミス、ファイブ・ミュージカル・メイズ、MGMスタジオ・コーラス)
- Chin Up! Cheerio! Carry On! (ジュディ・ガーランド、セントルーク聖公会聖歌隊、MGMスタジオ・コーラス)
- ゴースト・シアター・シーケンス:
  - シラノ・ド・ベルジュラック Cyrano de Bergerac (ミッキー・ルーニー(リチャード・マンスフィールド))
  - Mary's a Grand Old Name (ジュディ・ガーランド(フェイ・テンプルトン))
  - She's Ma Daisy (ミッキー・ルーニー(ハリー・ローダー))
  - I've Got Rings On My Fingers (ジュディ・ガーランド(ブランチ・リング))
  - ラ・マルセイエーズ La Marseillaise (ジュディ・ガーランド(サラ・ベルナール))
  - The Yankee Doodle Boy (ミッキー・ルーニー、ジュディ・ガーランド)
- Bombshell from Brazil (ジュディ・ガーランド、ミッキー・ルーニー、リチャード・クワイン、レイ・マクドナルド、ヴァージニア・ウェイドラー、アン・ルーニー、ロバード・ブラッドフォード、MGMスタジオ・コーラス)
- Mama Yo Quiero (ミッキー・ルーニー)
- ミンストレル・ショー・シーケンス:
  - Blackout Over Broadway (ジュディ・ガーランド、ミッキー・ルーニー、レイ・マクドナルド、ヴァージニア・ウェイドラー、リチャード・クワイン、アン・ルーニー、MGMスタジオ・コーラス)
  - バイ・ザ・ライト・オブ・ザ・シルヴァリー・ムーン By the Light of the Silvery Moon (レイ・マクドナルド)
  - Franklin D. Roosevelt Jones (ジュディ・ガーランド、MGMスタジオ・コーラス)
  - 故郷の人々 Old Folks at Home (ミッキー・ルーニー(エディ・ピーボディがバンジョーの吹き替え演奏)
  - Alabamy Bound (ミッキー・ルーニー(エディ・ピーボディがバンジョーの吹き替え演奏)
  - Waiting for the Robert E. Lee (ジュディ・ガーランド、ミッキー・ルーニー、ヴァージニア・ウェイドラー、アン・ルーニー、リチャード・クワイン、MGMスタジオ・コーラス)
- Babes on Broadway (フィナーレ) (ジュディ・ガーランド、ミッキー・ルーニー、ヴァージニア・ウェイドラー、レイ・マクドナルド、リチャード・クワイン、MGMスタジオ・コーラス)

## 興行収入
MGMの記録によると、アメリカおよびカナダで$2,363,000、それ以外で$1,496,000の興行収入があり、$1,720,000の利益を得た。

## ホームメディア
2007年9月25日、5枚組DVDセット『The Mickey Rooney & Judy Garland Collection』として初めてホームメディアがリリースされた。このセットには本作の他、『青春一座』(1939年)、『ストライク・アップ・ザ・バンド』(1940年)、『ガール・クレイジー』(1943年)、そしてルーニーとガーランドの特典映像が含まれている。